# Origami PRODUCTIONS
origami PRODUCTIONS（オリガミ・プロダクション）は、日本のレコードレーベル、マネジメント、クリエイターチーム。もともとビクターエンタテインメントでマネジメントの仕事をしていたYoshi Tsushima（対馬芳昭）が退社して2007年に設立。
「origami」という名前の由来は、そのままで海外にも通じる日本の伝統文化「折り紙」から。紙が1枚あれば何でも創れる折り紙と、楽器1つあればどんな音楽でも奏でられるというレーベルのコンセプトとがぴったりだったため。

## 略歴
2006年に渋谷界隈で繰り広げられていたジャンルレスで世界レベルの東京ジャムセッション・ムーブメントに魅せられたYoshi Tsushima により2007年設立。渋谷ジャムシーンのアーティスト30人を集めたバンド「JAMNUTS」 のアルバムや、そのメンバーたちのソロアルバムをリリース。ネットを通じ国内のみならず世界中で話題となり、その独自のたたずまいと型破りで自由なレーベルのスタイルが多くの音楽ファンから支持される。
所属アーティスト全員がプレイヤーであるだけでなく、プロデューサー、トラックメーカーであり、ソングライティング、レコーディング、ミックス、さらにはアートワークまでを自ら手掛けることが特徴の一つ。
2010年、所属アーティスト全員がFUJI ROCK FESTIVALに出演。
2011年にはタワーレコードの"No Music, No Life?"キャンペーンにレーベルとして抜擢された。
2012年、レーベル5周年企画として全国5都市（東京・大阪・名古屋・福岡・仙台）にて所属アーティストが一堂に会する無料イベント『O2（オーツー）』を開催。各会場のキャパシティが数百〜1000人という大規模であることや、それらを無料で行うこと、イベントの協賛を公募したことなどが大きな話題を呼んだ。同年9月には、月額会員制のWebメディア「Oshite（オシテ）」を開設。主宰ではあるものの、所属アーティストに限らず、共感するクリエイターや雑誌などのメディアも参加するなど、レーベルや音楽ジャンルの枠を超えた試みをおこなっている。
2013年よりorigami players名義でスペシャルバンドを結成。ラッパーKOJOEや福原美穂とライブにて共演している。2016年6月に横浜BAY  HALLで開催されたSNARKY PUPPY来日公演の際にはサポートを務めた。
2017年7月、テレビドラマ「僕たちがやりました」の劇伴を所属アーティスト全員が担当。
2018年9月、渋谷にオープンした神南坂ジャーナルスタンダードとのコラボ商品を発売。
2019年11月1日、渋谷CLUB QUATTROにてレーベルイベント『origami SAI（＝origami祭）』を開催。
2020年3月、コンピレーションアルバム「Lo-Fi Hip Hop, Soul from origami PRODUCTIONS -Pray for Australia-」を発売。CDの売り上げはオーストラリア森林火災の復興支援のため全額寄付される。また同年3月には世界的なコロナウィルスの流行を受けライブができず収益が当面見込めないアーティストのために、各アーティストの楽曲を無償提供する「origami Home Sessions」を立ち上げた。

## 所属アーティスト
- Ovall
- Shingo Suzuki
- mabanua
- 関口シンゴ
- Kan Sano
- Hiro-a-key
- Michael Kaneko
- Nenashi

過去の所属アーティスト
- SWING-O a.k.a. 45
- Conguero Tres Hoofers
- thirdiq
- laidbook

## ライブイベント

### origami SAI
| 開催日        | 会場名           | タイトル    | 出演アーティスト                                      |
| ------------- | ---------------- | ----------- | ----------------------------------------------------- |
| 2019年11月1日 | 渋谷CLUB QUATTRO | origami SAI | Ovall / Kan Sano / mabanua / Michael Kaneko / Nenashi |

### O2
所属ミュージシャンが集まり「O2（オーツー）」というライブイベントを不定期に開催していた。
2011年までは都内近郊のみで行われてきたが、先述の通り2012年には初のライブツアーというかたちで全国5都市で無料で開催された。
| 開催日         | 会場名                              | タイトル                                                                                          |
| -------------- | ----------------------------------- | ------------------------------------------------------------------------------------------------- |
| 2009年11月4日  | 渋谷PLUG                            | O2 act.1                                                                                          |
| 2010年4月29日  | 渋谷JZ Brat                         | O2 act.2                                                                                          |
| 2010年5月23日  | GREENROOM FESTIVAL '10              | O2 act.3                                                                                          |
| 2010年7月30日  | FUJI ROCK FESTIVAL '10              | O2 act.4                                                                                          |
| 2011年1月10日  | 渋谷JZ Brat                         | O2 act.5                                                                                          |
| 2011年3月26日  | 代官山LOOP                          | O2 act.6                                                                                          |
| 2011年10月30日 | 渋谷NOSORG                          | Single Malt Whisky HAKUSHU presents BLESS × O2 act.7 / "History of origami PRODUCTIONS EXHIBITION |
| 2012年11月10日 | 仙台 CLUB JUNK BOX                  | O2 act.8 〜Free Live Tour〜                                                                       |
| 2012年11月11日 | 恵比寿LIQUIDROOM                    | O2 act.9 〜Free Live Tour〜                                                                       |
| 2012年12月14日 | 福岡BEAT STATION                    | O2 act.10 〜Free Live Tour〜                                                                      |
| 2012年12月15日 | 梅田CLUB QUATTRO                    | O2 act.11 〜Free Live Tour〜                                                                      |
| 2012年12月16日 | 名古屋 montage lounge & CLUB COLORS | O2 act.12 〜Free Live Tour〜                                                                      |
| 2013年6月1日   | Motion Blue yokohama                | O2 act.13 for newcomers feat. vusik, Kan Sano & Hiro-a-key                                        |

## ディスコグラフィ

### コンピレーションアルバム
| 発売日         | アーティスト名      | タイトル                                                                         | 規格品番  | 備考 |
| -------------- | ------------------- | -------------------------------------------------------------------------------- | --------- | --- |
| 2007年8月8日   | JAMNUTS             | Nu JAM                                                                           | EDCE-1005 | origami PRODUCTIONSの母体となったJAM集団“JAMNUTS”名義のカヴァーアルバム                                                        |
| 2008年8月14日  | V.A.                | gravity a song book of origami PRODUCTIONS                                       | OPCA-1001 | HMV渋谷とHMVオンラインの10周年を記念した、初のレーベル・コンピ                                                                 |
| 2011年3月18日  | V.A.                | origami PRODUCTIONS presents O2 act.5                                            |           | iTunes限定で配信されたライブアルバム。発売直前に東日本大震災が発生したことを受け、急遽チャリティ・アルバムとして配信。         |
| 2012年11月28日 | V.A.                | TOWER RECORDS CAFE -shibuya smooth music-                                        | SLDR-001  | タワーレコード渋谷店内のTOWER RECORDS CAFEのオープンを記念したカヴァー・コンピレーション、コトリンゴらシンガーも参加している。 |
| 2013年2月27日  | V.A.                | origami PRODUCTIONS × DANCE@LIVE present NO DANCE, NO LIFE.                      | OPCA-1022 | ストリートダンスイベントDANCE@LIVEとのタッグによる“ダンサーのための”コンピレーション。タワーレコードで先行販売された。         |
| 2013年3月13日  | V.A.                | origami PRODUCTIONS 5th Anniversary Special Disc 2007-2012                       | OPCA-1019 | |
| 2014年9月3日   | V.A.                | Free Soul origami PRODUCTONS 〜Mellow Mellow Right On〜                          | OPCA-1027 | |
| 2015年8月19日  | V.A.                | A COFFEE SHOP AROUND THE CORNER〜origami PRODUCTIONS × OBSCURA COFFEE ROASTERS〜 | OPCA-1030 | コーヒーショップ OBSCURA COFFEE ROASTERS とのコラボコンピレーション。                                                          |
| 2017年9月6日   | origami PRODUCTIONS | 「僕たちがやりました」オリジナルサウンドトラック                                 | OPCA-1033 | テレビドラマ「僕たちがやりました」劇伴                                                                                         |
| 2019年11月1日  | origami PRODUCTIONS | origami Sampler 2019                                                             | OPS-1018  | 2019年11月1日に開催されたorigami SAIにて配布                                                                                   |
| 2020年3月25日  | V.A.                | Lo-Fi Hip Hop, Soul from origami PRODUCTIONS -Pray for Australia-                | OPCA-1044 | CDの売り上げはオーストラリア森林火災の復興支援のため全額寄付される。                                                           |

### laidbook
| 発売日         | アーティスト名 | タイトル                                                    | 規格品番  |
| -------------- | -------------- | ----------------------------------------------------------- | --------- |
| 2009年08月05日 | laidbook       | laidbook01 - The BEGINNING ISSUE                            | OPCA-1002 |
| 2009年10月07日 | laidbook       | laidbook02 - The TRANSIT ISSUE                              | OPCA-1003 |
| 2009年11月04日 | laidbook       | laidbook03 - The COSMIC ISSUE                               | OPCA-1004 |
| 2009年12月02日 | laidbook       | laidbook04 - The RECONSTRUCTION ISSUE                       | OPCA-1005 |
| 2010年01月06日 | laidbook       | laidbook05 - The RUNNIN' ISSUE                              | OPCA-1006 |
| 2010年02月03日 | laidbook       | laidbook06 - The BEAT TAPE ISSUE                            | OPCA-1007 |
| 2010年03月03日 | laidbook       | laidbook07 - The JAPANESE ISSUE                             | OPCA-1009 |
| 2010年04月07日 | laidbook       | laidbook08 - The ACOUSTIC ISSUE                             | OPCA-1010 |
| 2010年05月05日 | laidbook       | laidbook09 - The LUSH LIFE ISSUE                            | OPCA-1011 |
| 2010年06月02日 | laidbook       | laidbook10 - The Wax Poetics Japan ISSUE                    | OPCA-1012 |
| 2010年10月13日 | laidbook       | laidbook11 - The BEST MIX ISSUE Mixed by DJ MITSU THE BEATS | OPCA-1013 |
| 2011年09月07日 | laidbook       | laidbook12 - different cities, different expressions.       | OPCA-1015 |

### その他
- Oshiteにて多数のシングル・アルバムが配信されている。